# أرطاة عربية
الأرطاة العربية (والجمع أرطى) أو رسو هي نوع نباتي شجري يتبع جنس الأرطاة (باللاتينية: Calligonum).

## الوصف
أصول فروعه بيضاء وأطرافها الجديدة خضراء. وليس للأرطاة ورق وإنما له هدب طويل ناعم. كما أنه ليس له شوك فهو ليس من العضاة. أزهاره كثيرة جداً بيضاء اللون تعلوها حمرة. والثمار كروية الشكل مغطاة بشعر ناعم، ولونها أحمر قانٍ، في بعض الأشجار، وأصفر يميل إلى الخضرة في أشجار أخرى. ولزهور الأرطاة وثمارها رائحة زكية جداً.
تزهر في الربيع وتسقط الأزهار والثمار سريعاً قبل اشتداد الحر.

## البيئة والتأقلم
تنبت الأرطاة في الرمال وهي تعيش في مناطق شبه الجزيرة العربية وخصوصاً في شمال صحراء الدهناء وصحراء الربع الخالي والنفود الكبير شمال الجزيرة العربية وشرقها، وعروق حرورى، وغرب الفاضلي.

## الاستعمالات
لقد عرفت استعمالات الارطة الدوائية منذ أزمنة طويلة فقد استعملها قدماء المصريين منذ نحو 4000 سنة في علاج الأمراض حيث ورد ذكر ثمار نبات الأرطة في وصفة طبية في «قرطاس هيرست» لعلاج الرعشة في أي عضو وذلك بطبخه مع غيره من الأعشاب ليعطي مرهما ًتدهن به الأعضاء المريضة.
وفي دولة الإمارات حيث يكثر هذا النبات يقوم المواطنون بفرم الأفرع الطرفية الغضة للنبات ويضعونها مع الأرز أو تخلط مع اللبن أو تطبخ مع السمك والأرز ليزين رائحته. كما تدق الأفرع الغضة مع قليل من الماء ويشرب لعلاج المعدة. ويقول الانقر في كتاب الطب الشعبي ان النساء في دولة الأمارات كن يدققن العروق اليابسة ثم ينخلنها لإزالة الألياف والجزء الناعم من المسحوق يعجن ويوضع على شعر المرأة فيعطيه رائحة فواحة ولونا جميلاً.
وفي المملكة العربية السعودية تستخدم الأرطة في دباغة الجلود نظرا لاحتوائه على كميات كبيرة من المواد العفصية «الدابغة» كما تستخدم الأرطة في صبغ الملابس والأقمشة حيث تسحق الأغصان اليابسة وتغلى مع الماء وتغسل به الملابس فيكسبها لونا أشبه بلون الحليب. كما تستعمل الأرطة في بعض مناطق المملكة لعلاج الأسنان حيث تغلى جذور النبات ويستعمل كمضمضة. كما تستعمل الأزهار في الحصول على البروتين.

## المحتويات الكيميائية
تحتوي جميع أجزاء نبات الأرطة على فلافويندات وقلويدات واستيرولات وتربينات ثلاثية وانثراكينونات ومواد عفصية وكومارينات ، وقد فصل قسم العقاقير بكلية الصيدلة عدة مركبات فلافونيدية مثل كامبفيرول، كورستين، ايزوكويرسترين، بروسيانيدين، فايو لاكسانثين ونيو إكسانثين ، كما يحتوي النبات على مواد صابونينية، ونبات الأرطة يعطي كميات كبيرة من المواد العفصية خلال شهر مايو وأكتوبر وأعلى كمية وأقل كمية من العفص كانت من6.9- 8,10% ، وبين تلك الفترة يسيل من نبات الارطة سائل لزج يتجمع تحت النبات على هيئة مادة تشبه الدبس أو العسل ذي لون بني إلى قرمزي يجمعه الناس لاستعماله علاجًا للكحة

## الأرطاة في كلامالعرب
الأرطاة من الأشجار التي تحدث عنها العرب كثيرا لأهميتها في حياتهم. ويسمى هدب الأرطاة العبل، فيقولون: أعبل الأرطى إذا طال هدبه، ويسمون هدبه أيضا الدبيل وهو ما انتثر من هدب الأرطى وجمعه دبل. وللأرطاة عروق حمر يشبهون الإبل بحمرتها، قال في لسان العرب: (وفي الحديث جئ بإبل كأنها عروق الأرطى).
اقترن ذكر الأرطى في غالب الأحيان بذكر الظباء وبقر الوحش فهي تألفه وتعيش فيه، وتحفر فيه أكناسا تستظل فيها من الحر وتشرب من عروقه فهي كثيرة العصارة، وفي الشتاء تستدفئ فيه وتستكن أيضا من البرد ومن المطر فهو ينبت في الرمل،
والرمل سريع الحفر وسريع الجفاف بعد المطر.
قال الشاعر:
وقال ذو الرمة:
وللأرطى هدب ترعاه الإبل، وهو من النباتات الطيبة التي ترعاها السائمة لأنه من مراعيها الأساسية، وإذا لم تجد غيره اكتفت به ويقال للإبل التي تشتكي من كثرة أكل الأرطى (بعير مأروط وبعير أرطاوي).
وأكثر ما يستعمل الأرطى في دباغة الجلود وخاصة القرب وأوطاب اللبن، حيث تبقى نكهة الأرطى في الماء أو اللبن، وهي نكهة مستحبة.
ويكون لون الجلد المدبوغ أحمر شديد الحمرة.
وفي هذا الوقت لا يزال الأرطى معروفا باسمه ويستعمل بالدباغة إلى الآن ويباع لدى محلات العطارة.
وعروقه كثيرة العصارة وقد يضطر الإنسان إلى أن يعتصرها ويشرب ماءها، وماؤها فيه مرارة في الطعم ولكنه ينقذ الإنسان من الموت عطشا. في الليالي الشاتية يحلو السمر على نار الأرطى ورائحته العبقة.